# Mongoolse renmuis
De Mongoolse renmuis of Mongoolse gerbil (Meriones unguiculatus) is een knaagdier uit de onderfamilie woestijnratten van de familie Muridae dat voorkomt in Mongolië en omgeving. Mongoolse renmuizen worden soms ook Mongoolse woestijnmuizen, Mongoolse zandmuizen of Mongoolse woestijnratjes genoemd. 
Mongoolse renmuizen zijn vriendelijke, sociale, relatief intelligente, levendige en vooral nieuwsgierige dieren. Deze eigenschappen, plus het feit dat Mongoolse renmuizen ook overdag actief zijn, maken ze erg geschikt als huisdier.

## Oorsprong
De Mongoolse renmuis komt zoals de naam al zegt uit Mongolië. Ze leven daar in halfwoestijnen en steppengebied. Het is een biotoop waar strenge, extreme omstandigheden heersen. Ze hebben maar weinig vijanden, doordat er maar weinig dieren kunnen leven in die gebieden. Toch hebben ze er een paar, zoals slangen en roofvogels. Om hieraan te kunnen ontsnappen hebben Mongoolse renmuizen een goed springvermogen. Ze kunnen wel 1 meter ver en 50 cm hoog springen
Ook hebben Mongoolse renmuizen een aantal eigenschappen die kenmerkend zijn voor woestijndieren. Ze kunnen heel goed horen. Heel belangrijk is natuurlijk dat ze ook heel goed water vast kunnen houden. Dit water slaan ze op in vetcellen. Met het weinige water dat ze kunnen opnemen zijn ze heel erg zuinig. Renmuizen plassen daarom maar heel weinig en produceren heel droge ontlasting.

## Geschiedenis
In 1866 stuurde de Franse pater Armand David vanuit Noord-China een aantal "gele ratten" naar het Musée d'Histoire Naturelle in Parijs. Daar werden ze door de wetenschapper Milne-Edwards in 1867 Meriones unguiculatus genoemd. Meriones was een Griekse krijger met tanden op zijn helm en unguis is het Latijnse woord voor nagel. De wetenschappelijke naam zou dus vertaald kunnen worden als "geklauwde krijger".
De Mongoolse renmuis heeft als huisdier nog maar een vrij korte geschiedenis. In 1935 werden er in oostelijk Mongolië en Mantsjoerije een twintigtal fokparen gevangen. Deze dieren worden gezien als de voorouders van de Mongoolse renmuizen die tegenwoordig als huisdier gehouden worden. Er werd succesvol met deze dieren gefokt buiten Mongolië en in de jaren 30 van de 20e eeuw werden ze geïmporteerd in Japan en in 1954 in de Verenigde Staten. Vanuit de Verenigde Staten werden een aantal paartjes in 1964 naar Groot-Brittannië gestuurd. Vanuit deze landen hebben de Mongoolse renmuizen zich verspreid over heel veel landen, waaronder Nederland en België.
Ze werden in het begin vooral voor wetenschappelijk onderzoek gebruikt waar men zich realiseerde dat het heel geschikte huisdieren zouden zijn. Ook nu nog worden ze gebruikt in laboratoria voor onderzoek naar het verouderingsproces, bacteriële en virale ziekten, gedrag, kanker, tandheelkunde, medicijnen, endocrinologie, neurologie en parasitologisch onderzoek.

## Kenmerken
Mongoolse renmuizen zijn, zonder de staart, 110-135 mm lang. De staart heeft een lengte van 95-105 mm. Ze hebben een gewicht van 60-85 gram en in geval van overgewicht tot 120 gram. De mannetjes zijn 10-20 % zwaarder dan de vrouwtjes. In het wild is er geen verschil in het gewicht tussen de mannetjes en vrouwtjes en wegen de volwassen renmuizen gemiddeld 60 gram. Het lichaam is slank en het dier zit strak in zijn vel. De kop van een Mongoolse renmuis is kort en breed, met een spits toelopende snuit. De achterpoten hebben een lengte van 28-32 mm en zijn dus vrij lang, waardoor de renmuizen goed kunnen springen en gemakkelijk rechtop kunnen staan. De voorpootjes zijn veel kleiner. Nog een kenmerk is de lengtegroef op de bovenste voortanden.

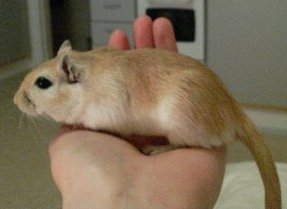
Renmuizen in de meest voorkomende kleur, wildkleur

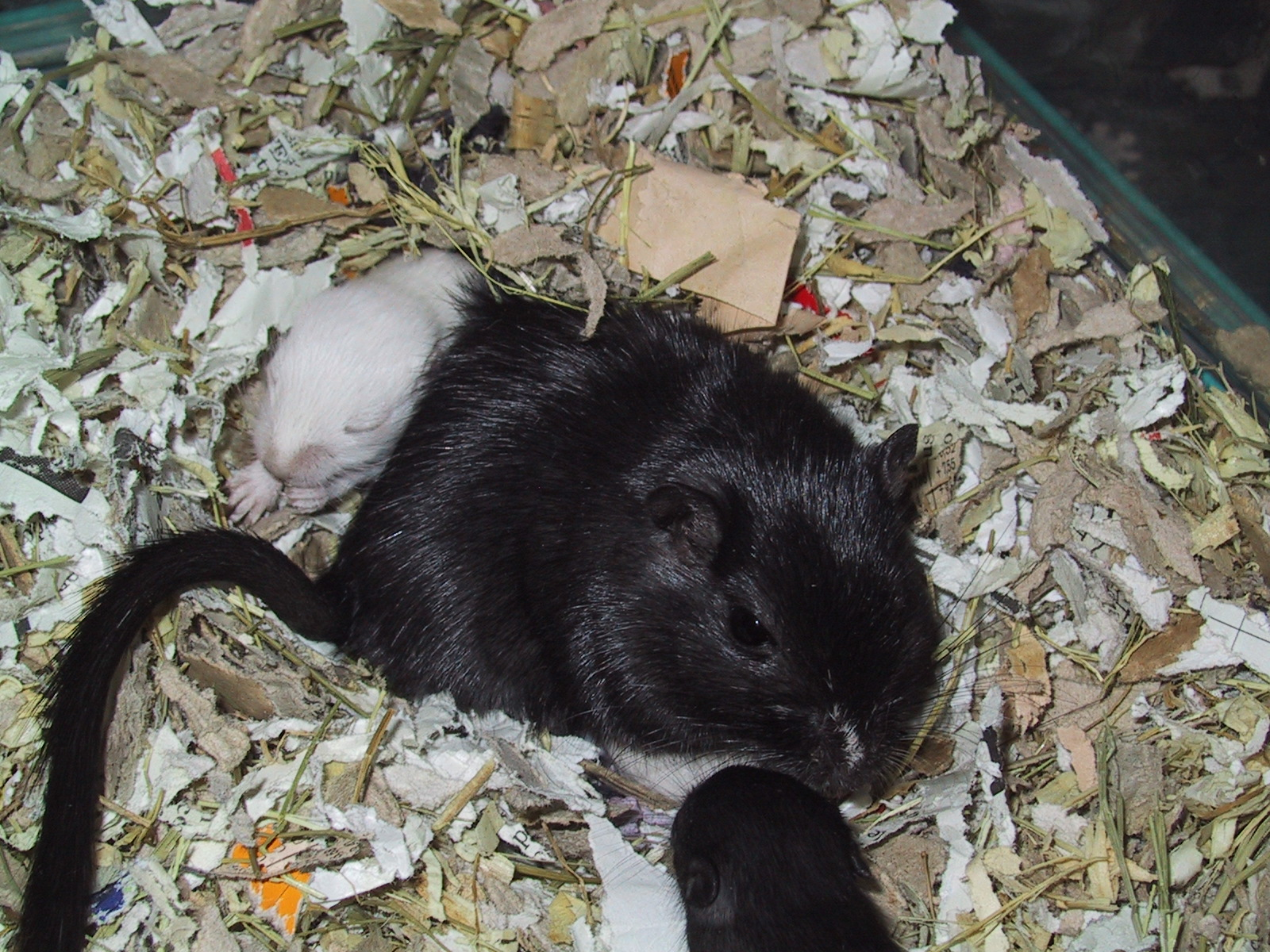
Zwarte renmuis met een zwart en een wit jong

Mongoolse renmuizen hebben een volledig behaarde staart met een pluimpje aan het uiteinde. De wildkleur van de Mongoolse renmuis ontstaat doordat de haren op de rugzijde een leigrijze basis, een gelige kleur in het midden en zwarte punten hebben. De haren op buik zijn crèmewit met een leigrijze basis. De scheidingslijn tussen de rug en buikkleur verloopt vrij scherp. Het crèmewit van de buik loopt door tot aan de kin. Bij de haren op de keel, kin en aan de binnenzijde van de voorpoten loopt de crèmewitte kleur, zonder leigrijze basis, door tot op de huid. De kleine, ovale oortjes steken net iets buiten de vacht uit en hebben een lengte van ongeveer 14 mm. Ze zijn leigrijs van kleur. De rand van de oorschelp is aan de binnenkant sterk met crèmegele haren bezet. Aan de buitenkant zijn ze bezet met gele haartjes. Zowel rondom de oren als rondom de zwarte ogen bevindt zich een smalle ring van crèmewitte haren. De nagels zijn donkerbruin tot zwart, waardoor ze erg opvallen. Ook zijn de voetzolen van de achterpoten behaard, met uitzondering van een kleine plek. De vacht moet een zijdeachtige glans hebben. Deze glans wordt veroorzaakt door de olieachtige afscheiding van een klier die op de buik van een renmuis zit. Zowel mannetjes als vrouwtjes hebben zo'n klier waarmee ze geurmerken kunnen afgeven aan objecten en soortgenoten of zichzelf tijdens het poetsen door er over te wrijven. Zo verspreiden ze deze substantie, die feromonen bevat. Feromonen zijn geurhormonen, deze geven elke renmuis haar eigen, unieke geur.
Doordat de Mongoolse renmuis al een hele tijd als huisdier gehouden wordt zijn er al vele verschillende kleurvormen gefokt. Er zijn diverse soorten haarkleuren (zwart, algerijn, duifgrijs, lilac, bont, siamees, geel en wildkleur) ontstaan en soms zijn zowel de rug als de buik van dezelfde kleur, zoals bij de zwarte renmuis. De buik heeft dus altijd een crèmewitte kleur of dezelfde kleur als de rug. Ook kunnen ze nu rode ogen hebben en lichtere nagels (albino).
Mongoolse renmuizen hebben een lichaamstemperatuur van 37,4 tot 39 °C en een hartslag van 260 tot 600 keer per minuut. De ademhalingsfrequentie bij Mongoolse renmuizen is 70 tot 120 keer per minuut.
De gemiddelde levensverwachting van Mongoolse renmuizen is 3 jaar, met een maximum van ongeveer 5 jaar.

## Gedrag

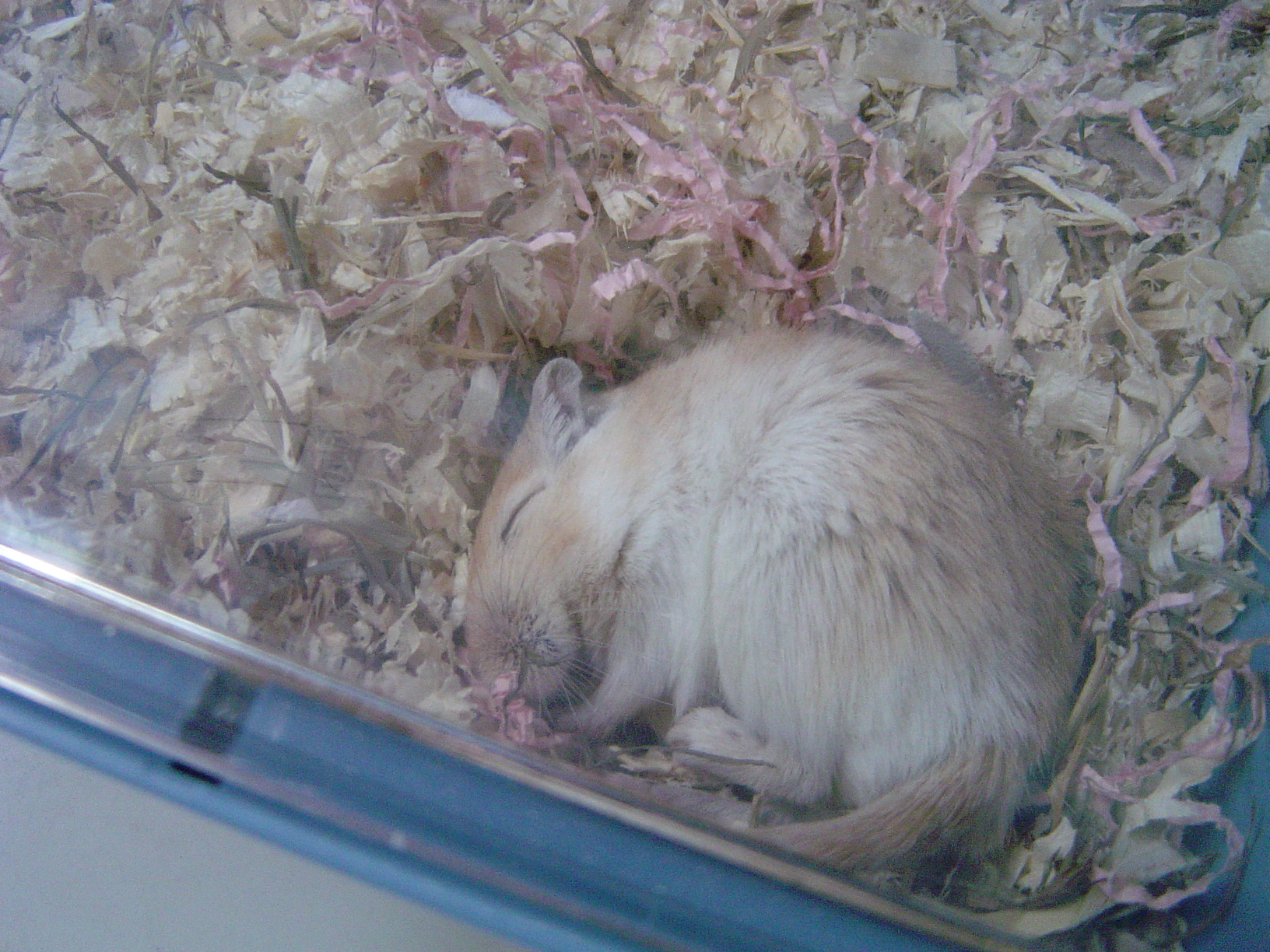
Slapende renmuis

De Mongoolse renmuis is geen uitgesproken nachtdier, zoals de meeste woestijndieren. Ze blijven wel in hun hol tijdens de heetste en koudste gedeelten van de dag, maar wisselen daar periodes af van slapen en wakker zijn. Ze slapen steeds een paar uurtjes en zijn dan weer een paar uurtjes wakker. Ook in gevangenschap doen ze dit nog steeds.
Als een groep Mongoolse renmuizen in gevangenschap gehouden wordt, wat niet aan te raden is, ze worden best per twee gehouden, zal het mannetje niet alleen het dominantste vrouwtje dekken, maar vaak ook de andere vrouwtjes in het verblijf. Er zullen ruzies ontstaan wat helaas vaak zal leiden tot de dood. Ook meerdere mannetjes bij één vrouwtje zal niet goed gaan.

## Voedsel

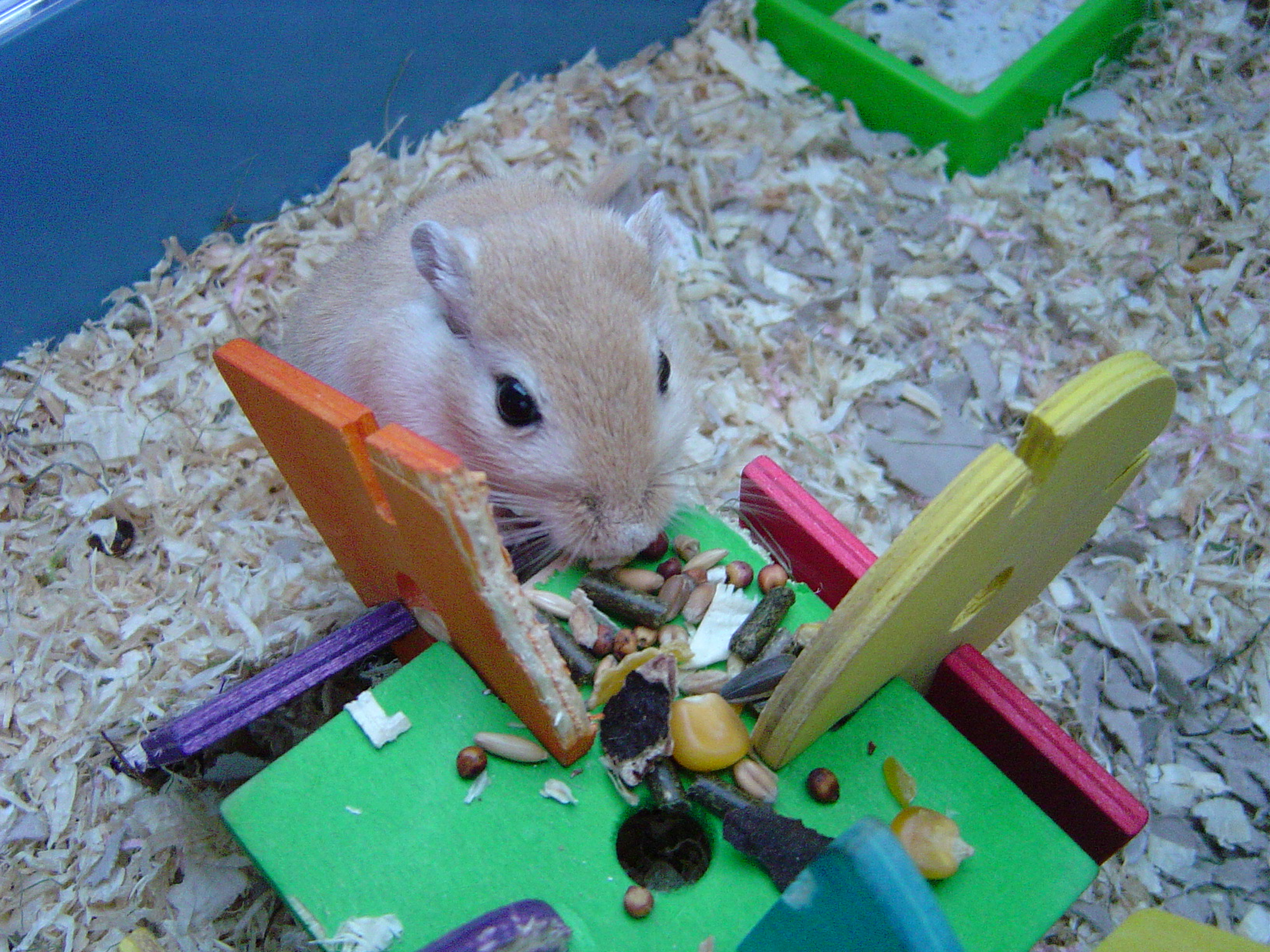
Etende renmuis

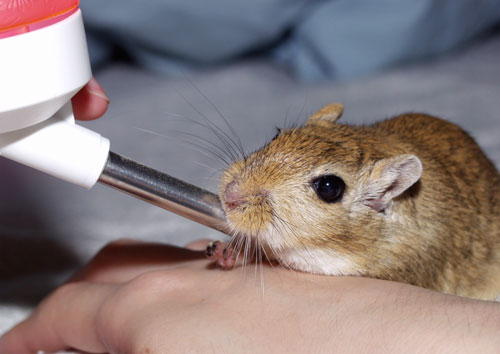
Drinkende renmuis

In de vrije natuur eten Mongoolse renmuizen voornamelijk de zaden, stengels en wortels van kruiden of kruidachtige planten. Van sommigen planten eten ze ook de bladeren en de bloemen. Naast dit plantaardig voedsel eten Mongoolse renmuizen ook soms insecten. Renmuizen in het wild hebben weinig water nodig en hebben dus geleerd om er zuinig mee om te gaan. Het vocht dat ze nodig hebben, halen ze uit de planten en ook drinken ze de ochtenddauw. Voor Mongoolse renmuizen in gevangenschap zijn er tegenwoordig goede renmuisvoeders te koop in de meeste dierenspeciaalzaken.
Renmuizen moeten vaak aan iets knagen om de tanden scherp te houden.

## Voortplanting
Mongoolse renmuizen zijn geslachtsrijp op een leeftijd van ongeveer 6-7 weken. Maar het is voor het vrouwtje het beste om haar niet te laten dekken voor een leeftijd van 12-14 weken. Ze heeft voor die tijd haar energie zelf hard nodig om te groeien. Mongoolse renmuizen kunnen hun hele leven pups krijgen, maar vanaf de leeftijd van anderhalf à 2 jaar wordt de kwaliteit slechter. Het vrouwtje is het vruchtbaarst als ze ongeveer 1 jaar oud is. Het wordt aangeraden dat vrouwtjes maximaal 5 à 6 nestjes krijgen in hun hele leven en er wordt best niet gefokt met vrouwtjes die ouder zijn dan 1 jaar.
Het vrouwtje laat zich alleen dekken als ze bronstig is. Het mannetje zal het meestal ook alleen dan proberen. Het (dominante) vrouwtje wordt maar eens in de drie tot vier dagen bronstig. Het paringsritueel verloopt als volgt: het mannetje ruikt aan de geslachtsstreek van het vrouwtje en herkent zo haar bereidheid om te paren. Hij jaagt haar achterna doorheen de hele kooi. Ze roffelen ook regelmatig opgewonden met hun achterpootjes op de grond. Het vrouwtje stopt op een bepaald moment en steekt haar achterlijf duidelijk omhoog. Dan zal het mannetje haar onmiddellijk bespringen. Mongoolse renmuizen paren maar heel kort, maar wel vaak. Het mannetje moet het vrouwtje ongeveer tien keer penetreren voordat er een zaadlozing plaatsvindt. Het mannetje zal zijn geslachtsdeel na elke penetratie schoonmaken en het vrouwtje alleen als er een zaadlozing heeft plaatsgevonden.
Het is niet altijd goed te zien of een vrouwtje drachtig is. Soms is ze zichtbaar dikker geworden, maar soms ook niet. Het zwangere vrouwtje blijft ook even actief als anders. Na minstens 24 dagen worden de jongen geboren. Het mannetje laat het vrouwtje tijdens de bevalling alleen, zodat ze rustig kan bevallen. Hij zal voor ongeveer 24-48 uur een nest maken in een andere hoek van de kooi, maar gaat daarna wel weer terug naar het familienest. De jongen zijn vlak na de geboorte nog niet volledig ontwikkeld. Ze zijn nog kaal, doof en de oogjes zijn nog dicht. Ook hebben ze nog geen tanden. Het gemiddelde geboortegewicht van een jong is 2,5-3,3 gram en ze zijn maar ongeveer 3 centimeter groot. Hun staartje is nog maar 1 centimeter lang. Bij kleine worpen kunnen de jongen iets groter zijn. De jongen zijn nog volledig hulpeloos. Ze kunnen alleen maar piepen als ze honger hebben of koud zijn. De eerste dagen zijn kritiek, dan sterven meestal de zwakkere jongen. De jongen mogen de eerste dagen niet aangeraakt worden.

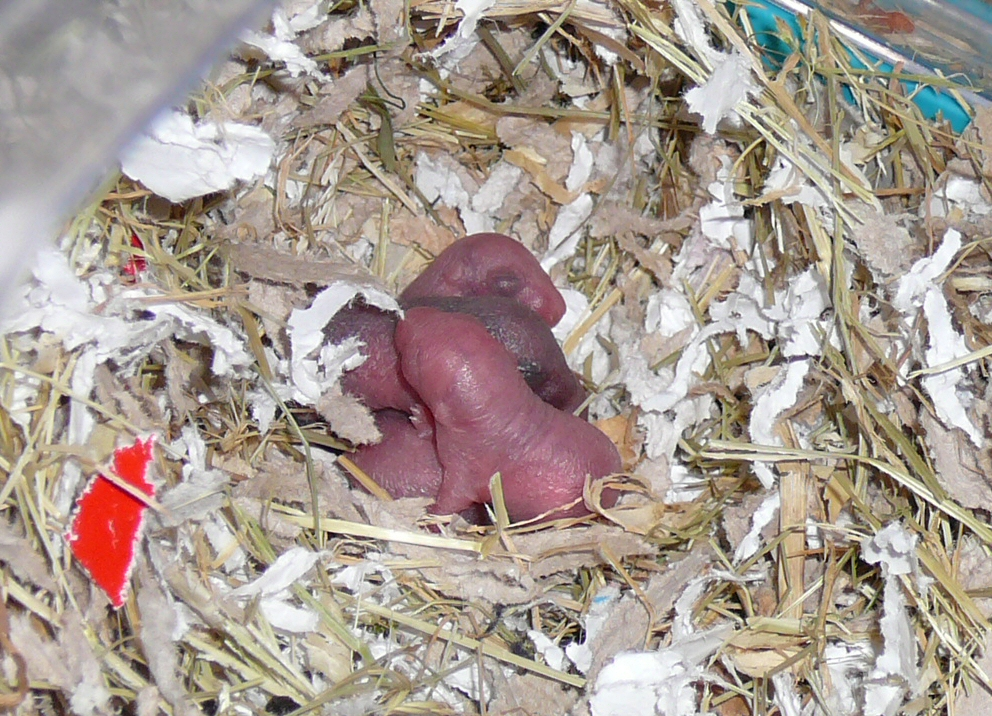
Renmuisbaby's, 2 dagen oud

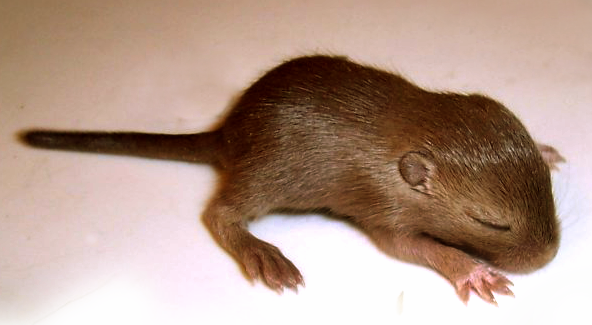
Renmuisjong, 13 dagen oud

De moeder kan tijdens de dracht en het zogen extra eiwitten gebruiken voor de groei van de jongen en de melkproductie.
Veel mensen maken de fout om het mannetje weg te halen als de jongen geboren worden, maar dit is onverstandig. Ook de vader helpt namelijk mee met de verzorging. Een essentiële taak van de vader is het warm houden van de jongen, vooral als de jongen het nest beginnen te verlaten. Hij helpt dan de moeder om de jongen terug te brengen naar het nest. Maar een vrouwtje kan ook best een nest pups in haar eentje grootbrengen.
Als de jongen twee tot drie dagen oud zijn, beginnen de oren zich te ontwikkelen en in de eerste vier dagen wordt de huid aan de rugzijde langzaamaan donkerder en de snorharen komen tot ontwikkeling. Na een week heeft zich aan de rugzijde een donzig vachtje gevormd. Ook de oren zijn verder ontwikkeld en gaan open. Rond de tiende dag begint ook aan de buikzijde een vacht te ontstaan. Vrouwtjes hebben 8 kale plekjes op hun buik, dit zijn de tepels en bij de mannetjes zijn deze niet te zien. Een paar dagen later zijn deze tepels bedekt met haren en niet meer te zien. Ook beginnen de jongen te proberen om uit het nest te kruipen. Na 2 weken starten de tanden met groeien en de ogen gaan open na een dag of zeventien. Ze beginnen nu ook te knabbelen aan vast voer. Op een leeftijd van ongeveer 24 dagen worden ze niet meer gezoogd door de moeder, maar eten alleen nog maar vast voedsel. Ze zouden dan zonder hun moeder kunnen, maar ze moeten toch nog minstens één à twee weken bij hun ouders blijven.